# SLPX 17700
Az alábbi lista tartalmazza az SLPX-SLPXL 17700-as katalógusszám szerinti magyarországi hanglemez megjelenéseket. Ez a lista az 1982 és 1984 között megjelent hanglemezeket tartalmazza.
| Katalógusszám     | Év   | Formátum | Label      | Előadó                                                                 | Cím                                   |
| ----------------- | ---- | -------- | ---------- | ---------------------------------------------------------------------- | ------------------------------------- |
| SLPX 17700        | 1982 | LP       | Pepita     | Ottawan                                                                | Ottawan                               |
| SLPX 17701        | 1982 | LP       | Pepita     | Fábián Éva                                                             | Éjszakai repülés                      |
| SLPX 17702        | 1982 | LP       | Pepita     | Rock Színház                                                           | Sztárcsinálók                         |
| SLPX 17704        | 1982 | LP       | Pepita     | Piramis                                                                | Plusz                                 |
| SLPX 17705        | 1982 | LP       | Pepita     | Soltész Rezső                                                          | Szóljon hangosan az ének              |
| SLPX 17706        | 1982 | LP       | Krém       | Debreceni Dzsessznapok'81                                              | Various (Válogatás)                   |
| SLPX 17707        | 1982 | LP       | Start      | Verkli                                                                 | Sztárok 33-on                         |
| SLPX 17708        | 1982 | LP       | Pepita     | Supergroup                                                             | Supergroup Live                       |
| SLPX 17709        | 1982 | LP       | Pepita     | Szörényi Levente & Bródy János                                         | Kőműves Kelemen (Rockballada)         |
| SLPX 17710        | 1982 | LP       | Pepita     | Hacki Tamás                                                            | Különkiadás                           |
| SLPX 17711        | 1982 | LP       | Start      | 1,2,3 ...Start                                                         | Various (Válogatás)                   |
| SLPX 17712        | 1982 | LP       | Start      | Karthago                                                               | Ezredforduló                          |
| SLPX 17713        | 1982 | LP       | Start      | Benkő László                                                           | Lexikon                               |
| SLPX 17715        | 1983 | LP       | Pepita     | Hofi Géza                                                              | Hús-Hentesárú                         |
| SLPX 17716        | 1982 | LP       | Pepita     | Presser Gábor                                                          | Electromantic                         |
| SLPX 17717        | 1982 | LP       | Pepita     | Popmajális                                                             | Various (Válogatás)                   |
| SLPX 17718        | 1982 | LP       | Pepita     | Hernádi Judit                                                          | Hernádi Judit                         |
| SLPX 17719        | 1982 | LP       | Pepita     | Neoton Família                                                         | Szerencsejáték                        |
| SLPX 17720        | 1982 | LP       | Pepita     | Komár László                                                           | A játékos                             |
| SLPXL 17721       | 1982 | LP       | Pepita     | 12 Golden Hit's                                                        | Various (Válogatás)                   |
| SLPXL 17722       | 1982 | LP       | Pepita     | 17 Rock & Roll Classics                                                | Various (Válogatás)                   |
| SLPX 17723        | 1983 | LP       | Pepita     | Delhusa Gjon                                                           | Matina                                |
| SLPX 17724        | 1983 | LP       | Krém       | Szabados                                                               | Adyton                                |
| SLPX 17725        | 1982 | LP       | Hungaroton | Beamter Jenő & Szabó József                                            | Egy este a Duna bárban                |
| SLPX 17726        | 1982 | LP       | Pepita     | Top 11                                                                 | Various (Válogatás)                   |
| SLPX 17727        | 1982 | LP       | Krém       | Benkó Dixieland Band                                                   | Face to Face                          |
| SLPX 17728        | 1982 | LP       | Pepita     | Záray Márta és Vámosi János                                            | Köszönet a boldog évekért             |
| SLPX 17729        | 1982 | LP       | Pepita     | Szenes Iván szerzeményei                                               | Kislány a zongoránál és társai…       |
| SLPX 17730        | 1982 | LP       | Pepita     | Bakos Géza                                                             | Búcsúzik a nyár                       |
| SLPX 17731        | 1982 | LP       | Pepita     | Máté Péter                                                             | Keretek között                        |
| SLPX 17732        | 1982 | LP       | Pepita     | Judith                                                                 | Kihajolni veszélyes                   |
| SLPX 17733        | 1982 | LP       | Start      | East                                                                   | Hűség                                 |
| SLPX 17735        | 1983 | LP       | Pepita     | Bojtorján                                                              | Történetek                            |
| SLPX 17736        | 1982 | LP       | Pepita     | Locomotiv GT                                                           | X.                                    |
| SLPX 17737        | 1983 | LP       | Start      | Add nekem azt a régi hitem                                             | Various (Válogatás)                   |
| SLPX 17738        | 1982 | LP       | Pepita     | Karády Katalin                                                         | Tudok egy dalt                        |
| SLPX 17739        | 1982 | LP       | Pepita     | Zorán                                                                  | Tizenegy dal                          |
| SLPX 17740        | 1982 | LP       | Krém       | Rocklegendák 1966-1970                                                 | Various (Válogatás)                   |
| SLPX 17741        | 1982 | LP       | Pepita     | Korda György                                                           | Aranyalbum                            |
| SLPX 17742        | 1982 | LP       | Krém       | Pege Aladár                                                            | Live                                  |
| SLPX 17743        | 1982 | LP       | Pepita     | Hungária                                                               | Aréna                                 |
| SLPXL 17744       | 1982 | LP       | Pepita     | The Beatles                                                            | Please, Please Me                     |
| SLPX 17745        | 1982 | LP       | Start      | Élő Country Budapest 1982                                              | Various (Válogatás)                   |
| SLPX 17746        | 1983 | LP       | Start      | Start 1,2,3                                                            | Various (Válogatás)                   |
| SLPX 17747        | 1982 | LP       | Pepita     | Omega                                                                  | XI.                                   |
| SLPXL 17751       | 1983 | LP       | Pepita     | Tina Turner                                                            | Tina Turner                           |
| SLPX 17752        | 1983 | LP       | Pepita     | Ambrus Kyri                                                            | Kyri                                  |
| SLPX 17755        | 1983 | LP       | Pepita     | Mini                                                                   | Dzsungel                              |
| SLPX 17756        | 1983 | LP       | Krém       | Cseh Tamás                                                             | Frontátvonulás                        |
| SLPX 17757        | 1983 | LP       | Krém       | Illés                                                                  | Legendás kislemezek 1965–1969         |
| SLPX 17758        | 1983 | LP       | Pepita     | Farkasok                                                               | Rock-Fantázia                         |
| SLPX 17759        | 1983 | LP       | Krém       | Binder Quintet featuring John Tchicai                                  | Binder Quintet featuring John Tchicai |
| SLPX 17763        | 1983 | LP       | Krém       | Kaszakő                                                                | Édenkert                              |
| SLPX 17764        | 1983 | LP       | Krém       | Benkó Dixieland Band                                                   | Side by Side                          |
| SLPX 17767        | 1983 | LP       | Krém       | Hollywood Story                                                        | Various (Válogatás)                   |
| SLPX 17768        | 1983 | LP       | Krém       | Rocklegendák 1970-1972                                                 | Various (Válogatás)                   |
| SLPX 17771        | 1984 | LP       | Krém       | Dés László                                                             | A fal mögött                          |
| SLPXL 17779       | 1983 | LP       | Krém       | Count Basie                                                            | The Golden Era of Jazz 1              |
| SLPXL 17780       | 1983 | LP       | Krém       | Nat King Cole Trio                                                     | The Golden Era of Jazz 2              |
| SLPXL 17781       | 1983 | LP       | Krém       | Duke Elington                                                          | The Golden Era of Jazz 3              |
| SLPXL 17782       | 1983 | LP       | Krém       | Benny Goodman                                                          | The Golden Era of Jazz 4              |
| SLPXL 17783       | 1983 | LP       | Krém       | Ella Fitzgerald                                                        | The Golden Era of Jazz 5              |
| SLPXL 17784       | 1983 | LP       | Krém       | Billie Holiday                                                         | The Golden Era of Jazz 6              |
| SLPX 17792        | 1983 | LP       | Krém       | Berki Team                                                             | Igazi paradicsom                      |
| SLPX 17794        | 1984 | LP       | Krém       | Budapest Ragtime Band                                                  | Ragtime                               |
| SLPXL 17795-17796 | 1983 | 2LP      | Bravo      | Jesus Christ Superstar (The Original Motion Picture Sound Track Album) | Various (Válogatás)                   |

## Lásd még
- Hungaroton
- Hanglemez
- Dorogi hanglemezgyár
- SLPX 17900
- SLPM 17900
- SLPM 17800
- SLPX 17800